# West Blocton (Alabama)
West Blocton est une ville du comté de Bibb, en Alabama, aux États-Unis,.
La ville se développe à la fin du XIXe siècle à proximité de mines appartenant à la Cahaba Coal Company. En 1903, la ville est frappée par une tornade, puis, en 1916, par une inondation et enfin, en 1927, par un incendie majeur. Elle est reconstruite à chaque fois.

Rue principale de West Blocton en 1930.

## Démographie
| 1910 | 1920  | 1930  | 1940  | 1950  | 1960  |
| ---- | ----- | ----- | ----- | ----- | ----- |
| 892  | 1 023 | 1 070 | 1 317 | 1 280 | 1 156 |

| 1970  | 1980  | 1990  | 2000  | 2010  | - |
| ----- | ----- | ----- | ----- | ----- | - |
| 1 172 | 1 147 | 1 468 | 1 372 | 1 240 | - |

## Source de la traduction
- (en) Cet article est partiellement ou en totalité issu de l’article de Wikipédia en anglais intitulé « West Blocton, Alabama » (voir la liste des auteurs).